# Johann Wilhelm Neumann

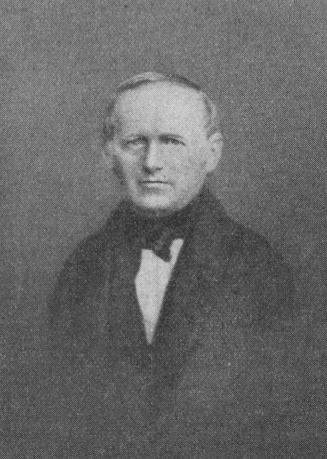
Johann Wilhelm Neumann

Johann Wilhelm Neumann (* 25. Februar 1797 in Lübben; † 16. April 1870 ebenda) war ein deutscher Jurist, Kommunalpolitiker und Historiker.

## Leben und Werk
Der älteste Sohn des Lübbener Bürgermeisters Martin Karl Andreas Neumann (* 23. Juli 1755; † 12. April 1824) besuchte ab 1809 das Lyzeum seiner Geburtsstadt und studierte Rechtswissenschaften ab 1817 an der Universität Leipzig und ab 1819 in Berlin. 1820 bestand er die erste juristische Prüfung und trat als Auskultator beim Stadtgericht Berlin in den preußischen Staatsdienst ein. Im November 1821 wurde er Referendar beim Kammergericht. Ein Schlaganfall seines Vaters zwang ihn 1823 – noch vor Ablegen des Staatsexamens – zur Rückkehr nach Lübben. Dort wurde er Justizkommissar und Notar. 
Durch den Einfluss von Johann Gottlob Worbs und Friedrich August Süßmilch (1770–1854) wandte er sich der Geschichtsforschung zu und wurde 1832 Mitglied der Oberlausitzischen Gesellschaft der Wissenschaften, deren Ehrenmitglied er 1857 wurde. 1836 wurde er zum Bürgermeister von Lübben gewählt und blieb es bis 1852. In seiner Amtszeit konnten die Schulden der Stadt verringert werden, ein neues Schulhaus wurde erbaut und die Paul-Gerhardt-Kirche erhielt eine neue Orgel. Er nahm an den Beratungen der Vereinigten Ausschüsse teil und wurde 1847 Abgeordneter des Vereinigten Landtags. Er vertrat progressive Auffassungen und befürwortet die Abschaffung der Todesstrafe. 1847 wurde er mit dem Roten Adlerorden 3. Klasse mit Schleife geehrt. 1851 wurde er zum Landesbestallten gewählt und wirkte im Auftrag der Niederlausitzer Stände.
Am 18. April 1848 heiratete er Minna Gutzkow (* 4. Juli 1824; † 11. Juni 1859), mit der er einen Sohn (Karl, * 31. Dezember 1854; † 1904, Rechtsanwalt und Notar in Lübben) und eine Tochter (Marie; * 25. August 1850; † 7. November 1935) hatte.

## Werke
- Die wahre Kirche und deren Wunder. Hartung, Königsberg 1828
- Versuch einer Geschichte der Niederlausitzischen Land-Vögte. Zwei Bände.
  - Band 1, Lübben 1832 (Digitalisat von Band 1 und Band 2)
  - Band 2, Lübben 1833 (Digitalisat, zur Titelseite: bitte zurückblättern)
- Das Niederlausitzische Lehnrecht. Ein Beitrag zum Provinzialrechte dieses Landestheils. Starcke, Berlin 1834
- mit C. S. G. Gallus: Beiträge zur Geschichts- und Alterthumskunde der Nieder-Lausitz. Band 1, Gotsch, Lübben 1835
- Die Verhältnisse der Niederlausitzischen Landbewohner und ihrer Güter von den frühesten bis auf die neuesten Zeiten. Gotsch, Lübben 1835
- Die Patrimonial-Gerichtsbarkeit im Lichte unserer Zeit. Johann Friedrich Hartknoch, Leipzig 1836 (Digitalisat)
- Ueber Gewerbe-Freiheit und deren Gränzen im Staate. Mittler, Berlin [u. a.] 1837
- Das Provinzial-Recht des Markgrafthums Niederlausitz. Trowitzsch, Frankfurt a. d. Oder 1837; Nachdruck: Adamant Media Corporation, 2001, ISBN 1421211815 (Teildigitalisat)
- Ueber die Nothwendigkeit einer Abstellung des Latein-Schreibens und Redens auf Schulen und Universitäten, und des ausschließlichen Gebrauches der Muttersprache für alle wissenschaftlichen Gegenstände. In Commission bei Bechtold und Hartje, Berlin 1839
- Geschichte der Land-Stände des Markgrafthums Niederlausitz und deren Verfassung.
  - Band 1,  Winckler, Lübben 1843 (Digitalisat).
- Geschichte der Kreisstadt Lübben. 2 Bände, Driemel, Lübben 1846 und 1857, Nachdruck: Alfa-Verlagsgesellschaft, Lübben 2000, ISBN 3-935513-01-1